# День авиации Украины
«День авиации Украины» (укр. День авіації) — национальный профессиональный праздник работников авиации, который отмечается на Украине ежегодно в последнюю субботу августа.

## История установления
12 августа 1912 года, последний император Российской империи Николай II, указом повелел сформировать первую авиационную часть Российской империи при Главном управлении Генерального штаба (Генштаба), создав этим новый род вооружённых сил — Военно-воздушные силы — Императорский военно-воздушный флот.
В 1918 году, после победы Октябрьской революции, был создан рабоче-крестьянский Красный воздушный флот. В ознаменование этого события с 1933 года профессиональный день авиаторов отмечался 18 августа как День воздушного флота СССР.
«День авиации Украины» — национальный праздник работников авиации, который отмечается на Украине ежегодно в последнюю субботу августа.

## Праздник независимой Украины
Являясь административной единицей СССР Украинская Советская Социалистическая Республика, также отмечала «День авиации» в этот день. После перестройки и распада Советского Союза некоторые республики перенесли этот праздник на другой день, некоторые изменили его название, а некоторые и вовсе его упразднили.
16 августа 1993 года в Киеве президент Украины Леонид Кравчук, «в поддержку инициативы работников авиационной промышленности и транспорта Украины», подписал указ № 305/93 «Про День авиации», который предписывал отмечать этот праздник в последнюю субботу августа месяца
10 февраля 1996 года президент Украины Леонид Кучма указом № 119/96 внёс дополнения в закон, постановив чествовать в этот день и военных авиаторов.
В 2007 году президент Украины Виктор Ющенко учредил для военных авиаторов собственный праздник — День Воздушных сил Вооружённых сил Украины, постановив праздновать его в первое воскресенье августа, тем самым вновь разделив дни празднований для гражданских и военных авиаторов.

## Современное празднование
29 августа 2009 года третий президент Украины В. Ющенко в своей речи приуроченной ко «Дню авиации» сказал:

«Уверен, что и в дальнейшем ваша влюблённость в небо, мужество, интеллектуальный и промышленный потенциал будут служить укреплению отечественной экономики и повышению авторитета государства… Примите самые искренние поздравления по случаю вашего профессионального праздника — Дня авиации Украины, который является не только профессиональным, но и праздником для всей страны. Ведь благодаря вашему самоотверженному труду Украина является одной из ведущих авиационных держав мира»

В 2010 году «День авиации» праздновался 28 августа. К этому дню было приурочено открытие нового терминала Международного аэропорта «Харьков»